# Dejah Thoris & the White Apes of Mars
Dejah Thoris & the White Apes of Mars é uma mini-série em quadrinhos publicada em 2012 pela editora americana Dynamite Entertainment, baseada na personagem Dejah Thoris.